# Дероза, Саль
Сальваторе «Саль» Дероза (англ. Sal DeRosa; 10 августа 1931, Пиньятаро-Маджоре, Королевство Италия — 2 марта 2014, Нью-Йорк, США) — натурализованный американский футбольный тренер, наиболее известен победой в Североамериканской футбольной лиге 1970 года с «Рочестер Лансерс».

## Карьера
Играл на профессиональном уровне в Неаполе, Италия, пока из-за травмы колена не был вынужден закончить свою карьеру. Перед тем как переехать в Соединённые Штаты в 1967 году, ранее он тренировал сборную итальянской армии, а также работал в качестве помощника в олимпийской сборной Италии. В Америке он начал в качестве тренера, генеральный менеджер и владельца «Сиракьюс Скорпионс» из американской футбольной лиги. В 1969 году вывел «Скорпионс» в верхнюю часть Северного дивизиона и выиграл один матч плей-офф в Рочестере, но проиграл «Вашингтон Дартс» в финале ASL.
Он стал тренером «Лансерс» (которые с тех пор перешли в NASL) в середине 1970 года, в результате чего пять лучших игроков «Скорпионс» перешли вместе с ним, в том числе полузащитник Фрэнк Одои и вратарь Клод Кампос. В последних тринадцати играх сезона он выиграл шесть, а в плей-офф NASL победил «Вашингтон Дартс» (который также сменил лигу) с общим счётом 4:3. В 1971 году «Лансерс» выиграли регулярный сезон NASL, но проиграли в изнурительном полуфинале будущему чемпиону «Даллас Торнадо». В том же году «Лансерс» также выиграли кубок губернатора NASL благодаря наилучшим результатам в матчах против иностранных команд. Это было в значительной степени связано с их 4-м местом в Кубке чемпионов КОНКАКАФ 1971, где они уступили бронзу «Комуникасьонес» только по разнице мячей.
Дероза продолжил карьеру с «Майами Торос» (ранее «Вашингтон Дартс») в 1972 году, прежде чем вернуться в Рочестер, чтобы тренировать «Лансерс» ещё один сезон. Несколько лет спустя Саль также работал в качестве вице-президента и генерального менеджера «Буффало Стэллионз» из MISL и был их тренером в 1979—1980 годах. В 1984 году он основал «Буффало Сторм» из Объединённой футбольной лиги и работал в качестве специального консультанта, также он был председателем комитета гражданского консультатирования в «Буффало Близзард» из NPSL в 1990-х. После ухода из профессионального футбола в целом он участвовал в разработке молодёжных футбольных клиник в районе Буффало на протяжении 1990-х и 2000-х.

## Личная жизнь
Во время работы в «Сиракьюс Скорпионс» он убедил Государственный департамент автотранспортных средств разрешить итальянцам, которые не могут говорить на английском языке, сдавать экзамены на права с помощью переводчика.
Жена Деросы, Кармела Дипесо, была младше мужа на 36 лет. У пары трое детей: сын Джордж и две дочери (Филана Мартин и Трейси Витман); кроме этого, у Деросы шесть внуков. Также у него остались сестра Кармела Пелусо и брат Гаэтано.

## Смерть
2 марта 2014 года Саль Дероза умер после продолжительной болезни. Поминальная месса состоялась в 10:30 в субботу в Великой католической церкви святого Григория.